# Cosmos Arena
Cosmos Arena (tiếng Nga: «Космос Арена») là một sân vận động bóng đá ở Samara, Nga. Sân vận động là một trong những địa điểm cho Giải vô địch bóng đá thế giới 2018. Nó sẽ được gọi là Samara Arena trong Cúp Thế giới. Nó cũng tổ chức FC Krylia Sovetov Samara của Russian Football National League, thay thế cho sân vận động Metallurg. Nó có sức chứa 44.918 khán giả. Chính quyền Samara đã công bố đấu giá thiết kế của họ vào cuối năm 2012 với chi phí ước tính khoảng 320 triệu đô la.

## Mô tả
Đặc điểm chung
- Mặt đất sân vận động: 27 ha
- Tổng sức chứa: 44,918 khán giả
- Sức chứa hộp VIP: 1,125 khán giả
- Ghế cao cấp: 75
- Tổng diện tích: 160,498.10 m²
- Tổng khối lượng kết cấu: 503,480 m³
- Chiều cao: 60 m
- Sân vận động đấu trường: 2 cấp độ của khán đài mở, 2 cấp độ của skyboxes
- Chi phí xây dựng: 18.9 (20.7) tỷ rúp
- Phát triển: Thể thao - Kỹ thuật
- Nhà thiết kế chung: Terr NIIgrazhdanproekt
- Nhà thầu thiết kế: Viện thiết kế Arena, SODIS LAB, etc.
- Nhà thầu chung: Hiệp hội sản xuất và xây dựng Kazan

Thiết kế sân vận động đã được phê duyệt (phê duyệt lại) bởi Glavgosexpertiza của Nga vào ngày 19 tháng 7 năm 2017. Đặc điểm kiến trúc chính của sân vận động ở Samara là mái vòm bằng kim loại lấy cảm hứng từ khám phá không gian. Bao phủ toàn bộ sân vận động, nó được hỗ trợ bởi cấu trúc giống như chùm tia từ bên dưới, với hình bóng tổng thể giống như một ngôi sao hoặc một phi thuyền. Bản thân mái vòm có một đường cong tối thiểu, nổi lên như một bề mặt gần như bằng phẳng. Nền tảng hình elip của sân vận động hỗ trợ hai cấp ghế khán giả. Những chiếc ghế được che phủ hoàn toàn bởi mái nhà. Các khán đài trong sân vận động được làm nóng. Sân vận động có đường kính khoảng 330 m so với sân vận động Luzhniki ở Moskva. Các mái vòm của sân vận động là một cấu trúc lắp ráp của 32 cantilevers nghỉ ngơi trên 21,4 m cao chân kim tự tháp. Tổng trọng lượng của mái nhà trường là 13.000 tấn. Tổng diện tích mái nhà là 76.000 m2. Chiều cao sân vận động là 60 m. Nền tảng của Arena là một tấm bê tông cốt thép nguyên khối. Tổng khối lượng bê tông được sử dụng để xây dựng các kết cấu nguyên khối là hơn 230.000 mét khối. Sân vận động có 4 cấp độ: khán đài mở của các tầng trên cùng và dưới và hai cấp độ bầu trời phủ kín giữa chúng. Dưới đây là 5 cấp cơ sở trong nhà khác. Chúng bao gồm cơ sở cho người chơi, tiền sảnh cho khán giả, khu vực nhân viên, cơ sở kinh doanh, hội trường thương mại và triển lãm cũng như các hệ thống dịch vụ quan trọng của sân vận động.
Những người hâm mộ nhóm khách có lối vào riêng của họ. Các đầu phía tây và phía bắc của sân vận động có lối vào đặc biệt và chỗ đậu xe cho các phương tiện giao cho người chơi.
Sân cỏ tự nhiên được trang bị hệ thống sưởi và hệ thống tưới tự động. Bị đình chỉ trên cấu trúc kim loại của mái vòm ở độ cao 44 m trên sân là thông tin hiển thị. Mỗi màn hình có diện tích 172 mét vuông và kích thước 18*9,6 m.

## Vị trí
Trong báo cáo đầu tiên đệ lên FIFA thì sân vận động mới này chuẩn bị được xây trên hòn đảo phía Nam thành phố, nơi mà không có dân cư cũng như cơ sở vật chất nào từng tồn tại trước đó. Thậm chí còn không có nổi một con cầu bắc đến đảo tại thời điểm bấy giờ.
Ý tưởng này đã vấp phải sự phản đối mạnh mẽ dẫn đến địa điểm xây sân buộc phải di dời về phía Bắc với những hạn chế nhất định của thành phố. Ban đầu diện tích được ấn định vào khoảng 27 ha, tuy nhiên sau đó nó đã được mở rộng lên thành 240 ha rồi thậm chí lên đến 930 ha. Quyết định mở rộng khu phức hợp này đã không có sự hỏi ý kiến của dân cư thành phố Samara trước đó. Hầu hết những công trình được xây góp thêm vào sự mở rộng diện tích khu vực này đều không liên quan đến các môn thể thao.

## World Cup 2018
Sân vận động Cosmos Arena tổ chức 6 trận đấu tại World Cup 2018, bao gồm 4 trận ở vòng bảng, 1 trận ở vòng 16 đội và 1 trận tứ kết.
| Ngày                | Giờ   | Đội        | Kết quả | Đội      | Vòng        | Khán giả |
| ------------------- | ----- | ---------- | ------- | -------- | ----------- | -------- |
| 17 tháng 6 năm 2018 | 16:00 | Costa Rica | 0 - 1   | Serbia   | Bảng E      | 41,432   |
| 21 tháng 6 năm 2018 | 16:00 | Đan Mạch   | 1 - 1   | Úc       | Bảng C      | 40,727   |
| 25 tháng 6 năm 2018 | 18:00 | Uruguay    | 3 - 0   | Nga      | Bảng A      | 41,970   |
| 28 tháng 6 năm 2018 | 18:00 | Sénégal    | 0 - 1   | Colombia | Bảng H      | 41,970   |
| 2 tháng 7 năm 2018  | 18:00 | Brasil     | 2 - 0   | México   | Vòng 16 đội | 41,970   |
| 7 tháng 7 năm 2018  | 18:00 | Thụy Điển  | 0 - 2   | Anh      | Tứ kết      | 39,991   |

### Dịch vụ cho người hâm mộ
Các dịch vụ sau đây có sẵn cho người hâm mộ ghé thăm sân vận động Fisht:
- Điều hướng và hỗ trợ thông tin từ các tình nguyện viên.
- Thông tin (điểm đăng ký trẻ em, lưu trữ xe đẩy, văn phòng bị mất và tìm thấy).
- Nhà kho.
- Bình luận mô tả âm thanh cho người hâm mộ mù hoặc khiếm thị.

Lựa chọn chỗ ngồi bao gồm chỗ ngồi không chuẩn cho khán giả cộng với kích thước. Các sân vận động đứng bao gồm các khu vực quan sát đặc biệt cho người khuyết tật, trong đó cung cấp không gian cho xe lăn và người đi kèm.

### Điều kiện cho khán giả khuyết tật
Để đảm bảo khả năng tiếp cận, các khán đài được trang bị thang máy (tổng cộng 38 thang máy) phù hợp cho người khuyết tật.
Đối với sự thoải mái của những người bị hạn chế về khả năng di chuyển, tất cả các khu vực có độ cao khác nhau đều có đường dốc với bề mặt không trượt và lan can an toàn và cửa ra vào rộng rãi và không có cửa ra vào. Để hỗ trợ khán giả khiếm thị, sân vận động sử dụng các đường lát xúc giác.
Điều hướng tại sân vận động được hỗ trợ bởi các dấu hiệu và dấu hiệu đặc biệt, bao gồm cả những người tham dự có khiếm thị và khiếm thính.
Giá trong các cửa hàng thực phẩm được thiết kế ở mức thấp hơn cho sự thoải mái của khán giả khuyết tật. Thiết kế tương tự được sử dụng tại các quầy đăng ký và địa điểm bán lẻ.
Trong trường hợp hỏa hoạn, mỗi tầng trong mỗi khu vực có các khu vực an toàn đặc biệt cho những người ngồi trên xe lăn, nơi họ có thể chờ đợi sự xuất hiện của các đội phản ứng khẩn cấp EMERCOM. Giải pháp này đảm bảo rằng những người bị hạn chế về khả năng vận động không bị chà đạp khi di tản khi số lượng lớn người hâm mộ rời khỏi sân vận động.
Tòa nhà có hơn 70 nhà vệ sinh phù hợp cho người khuyết tật. Trong trường hợp khẩn cấp, những người bị hạn chế về khả năng di chuyển có thể yêu cầu trợ giúp bằng cách sử dụng các nút khẩn cấp trong thang máy, nhà vệ sinh và các cơ sở đặc biệt.

### An toàn và an ninh
Khi lễ khai mạc của Giải vô địch bóng đá thế giới 2018, sân vận động sẽ được trang bị hệ thống báo động và cảnh báo công cộng, máy dò kim loại, các chỉ số của chất lỏng độc hại và vật liệu nổ, và sẽ được phục vụ bởi 30 bài an ninh 24 giờ.